# Трея
Трея (італ. Treia) — муніципалітет в Італії, у регіоні Марке,  провінція Мачерата.
Трея розташована на відстані близько 175 км на північний схід від Рима, 38 км на південний захід від Анкони, 11 км на захід від Мачерати.
Населення — 9491 особа (2014).
Щорічний фестиваль відбувається 17 березня. Покровитель — San Patrizio.

## Демографія
Населення за роками:

Станом на 1 січня 2023 року в муніципалітеті офіційно проживало 776 іноземців з 54 країн, серед них 249 громадян країн Євросоюзу та 11 громадян України.

## Сусідні муніципалітети
- Аппіньяно
- Чинголі
- Мачерата
- Полленца
- Сан-Северино-Марке
- Толентіно